# Sannantha cunninghamii
Sannantha cunninghamii là một loài thực vật có hoa trong Họ Đào kim nương. Loài này được (Schauer) Peter G.Wilson mô tả khoa học đầu tiên năm 2007.